# Paratriacanthodes
Paratriacanthodes es un género de peces de la familia Triacanthodidae, del orden Tetraodontiformes. Este género marino fue descrito científicamente por Henry Weed Fowler en 1934.

## Especies
Especies reconocidas del género:
- Paratriacanthodes abei J. C. Tyler, 1997
- Paratriacanthodes herrei G. S. Myers, 1934
- Paratriacanthodes retrospinis Fowler, 1934